# Valkeakoski
Valkeakoski è una città finlandese di 20703 abitanti, situata nella regione del Pirkanmaa.

## Sport

### Calcio
La città è sede della società calcistica FC Haka.

### Motociclismo
Città natale di Aki Ajo, ex pilota motociclistico e proprietario del team di Moto3 , Ajo Motorsport, e di suo figlio, anch'egli motociclista, Niklas Ajo.